# Distretto di Bhind
Il distretto di Bhind è un distretto del Madhya Pradesh, in India, di 1 426 951 abitanti. È situato nella divisione di Chambal e il suo capoluogo è Bhind.